# 1992年夏季残疾人奥林匹克运动会突尼斯代表团
1992年夏季残疾人奥林匹克运动会突尼斯代表团是突尼斯派出的1992年夏季残疾人奥林匹克运动会代表团。未获得奖牌。